# سكين جبذ

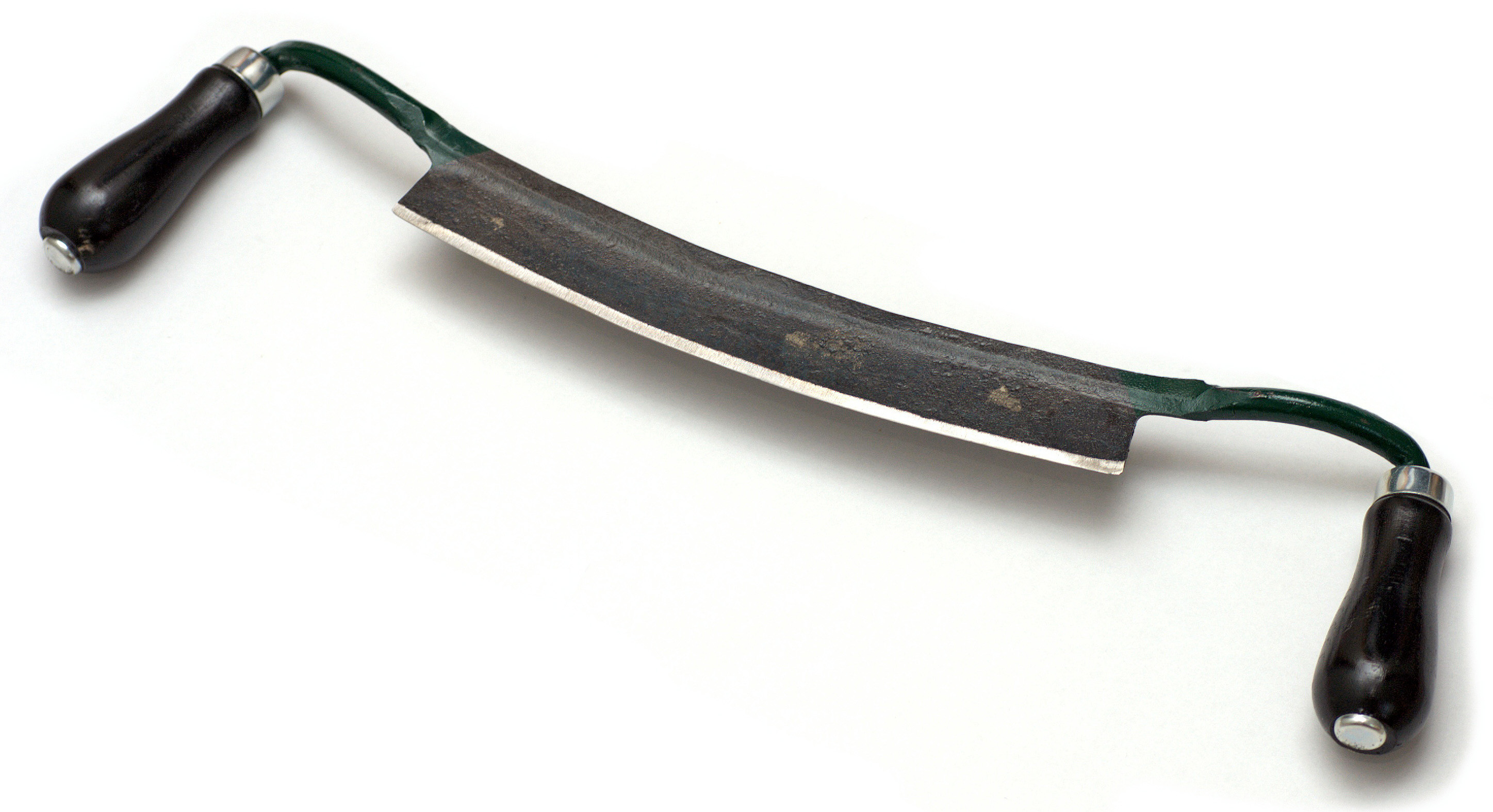
سكين جبذ معهودة

سكين الجبذ أو السحب هي أداة يدوية معهودة لأعمال النجارة تُستخدم لتشكيل الخشب عن طريق كشط سطحه، تتكون من نصل بمقبض في كل طرف.

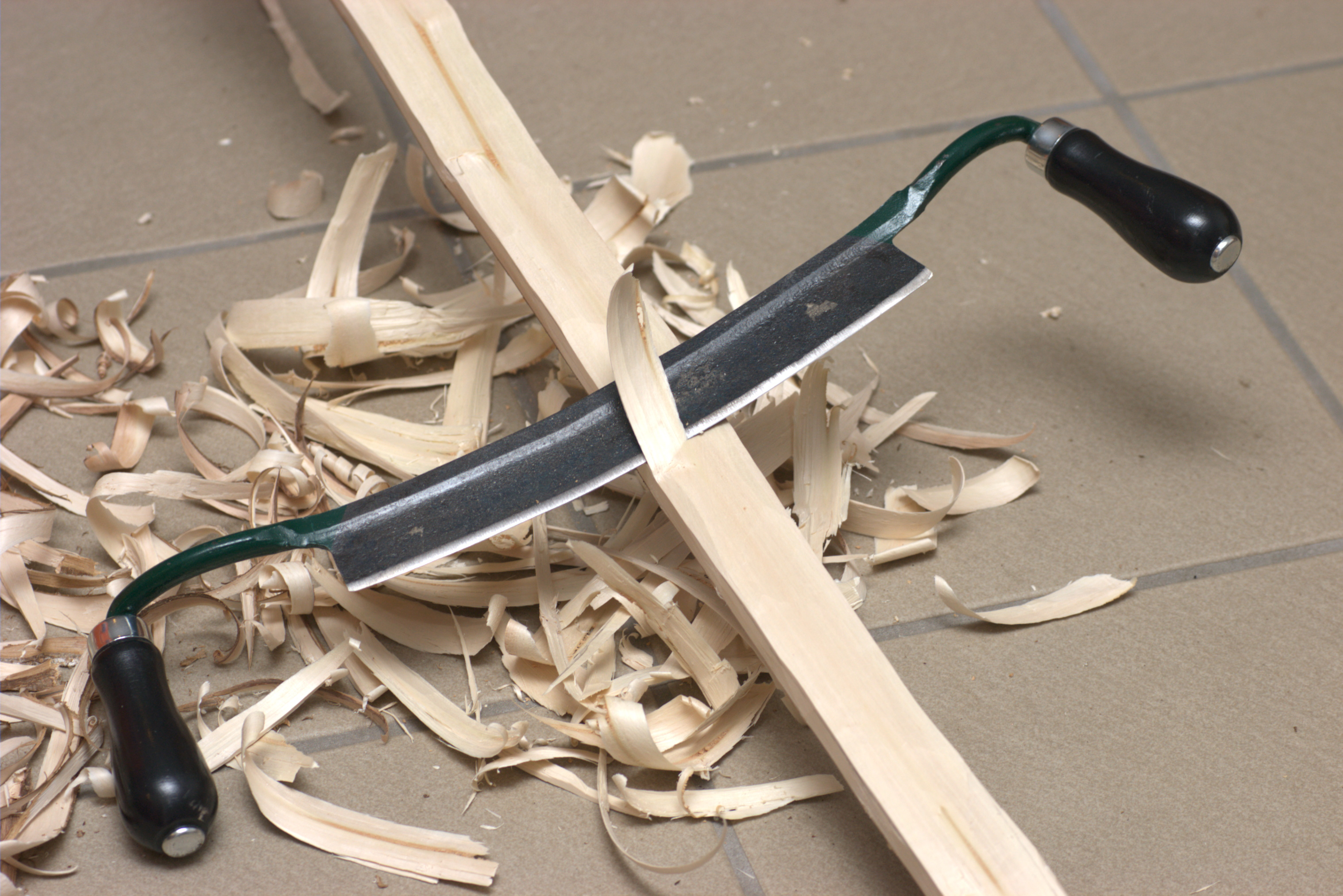
استخدام سكين الجبذ في صنع قوس مسطح